# Karantaba (ort i Jarra West)
Karantaba är en ort i Gambia. Den ligger i regionen Lower River, i den centrala delen av landet, 110 km öster om huvudstaden Banjul. Antalet invånare var 1 189 vid folkräkningen 2013.